# Йордан Лечков
Йордан Лечков (болг. Йордан Лечков, нар. 9 липня 1967, Сливен) — колишній болгарський футболіст, що грав на позиції півзахисника, нападника. Почесний громадянин Софії.
Виступав за національну збірну Болгарії.

## Клубна кар'єра
У дорослому футболі дебютував 1984 року виступами за команду клубу «Сливен», в якій провів сім сезонів, взявши участь у 162 матчах чемпіонату.
Протягом 1991—1992 років захищав кольори команди клубу ЦСКА (Софія).
Своєю грою за останню команду привернув увагу представників тренерського штабу клубу «Гамбург», до складу якого приєднався 1992 року. Відіграв за гамбурзький клуб наступні чотири сезони ігрової кар'єри. Більшість часу, проведеного у складі «Гамбурга», був основним гравцем команди.
Згодом з 1996 по 2002 рік грав у складі команд клубів «Марсель», «Бешікташ» та ЦСКА (Софія).
Завершив професійну ігрову кар'єру у клубі «Сливен», у складі якого вже виступав раніше. Прийшов до команди 2002 року, захищав її кольори до припинення виступів на професійному рівні у 2004.

## Виступи за збірну
1989 року дебютував в офіційних матчах у складі національної збірної Болгарії. Протягом кар'єри у національній команді, яка тривала десять років, провів у формі головної команди країни 45 матчів, забивши п'ять голів.
У складі збірної був учасником чемпіонату світу 1994 року у США, чемпіонату Європи 1996 року в Англії.

## Титули і досягнення
- Володар Кубка Болгарії (1):

Сливен: 1989—1990
- Чемпіон Болгарії (1):

ЦСКА: 1991—1992
- Володар Кубка Туреччини (1):

Бешикташ: 1997—1998